# Anatolij Hrytsenko
Anatolij Stepanovytj Hrytsenko,  (Ukrainska: Анатолій Степанович Гриценко) född 25 oktober 1957 i Zvenyhorodka, Tjerkasy oblast, Ukrainska SSR, är en ukrainsk politiker medlem av partiet Civil Position. 
Hrytsenko är militäringenjör och doktor i teknik med utbildning från militärhögskolan i Kiev.
Hrytsenko hörde till president Leonid Kutjmas rådgivare tillsammans med sin vän Oleksandr Razumkov. Då Razumkov dog rätt ung gifte sig Hrytsenko med dennes änka. Hrytsenko blev också chef för ett forskningsinstitut för politik och ekonomi som Razumkov hade grundat.
Hrytsenko var Ukrainas försvarsminister 2005-2007. Han var kandidat i presidentvalet 2014 och nådde en fjärdeplats i valet med nästan en miljon röster (5,48%). Han var också kandidat i presidentvalet 2010 och var även kandidat i presidentvalet 2019.